# Yalova
Pour la province, voir Yalova (province).
Yalova est une ville de Turquie, préfecture de la province du même nom, située au bord de la mer de Marmara.
La population de la ville s'élève à 92 966 citadins tandis que la province est habitée par 188 440 personnes.
Il est en général acquis que le nom de Yalova vient de "Yalıova", ce qui signifie plaine sur la côte, le mot "yalı" venant du grec yiáli γιαλή (mod. γιαλός), qui signifie littéralement bord de mer ou place, tandis que "ova" veut dire plaine en turc.

## Remarque
Il y a un village nommé Yalova dans la péninsule de Gallipoli dans le district d'Eceabat (province de Çanakkale)